# Saint-Aubin-de-Branne

Saint-Aubin-de-Branne este o comună în departamentul Gironde din sud-vestul Franței. În 2009 avea o populație de 362 de locuitori.

## Evoluția populației
| An        | 1975 | 1982 | 1990 | 1999 | 2006 | 2009 |
| --------- | ---- | ---- | ---- | ---- | ---- | ---- |
| Populație | 222  | 251  | 278  | 282  | 350  | 362  |